# 鲁匡
鲁匡（?—?），扶风郡平陵县（陕西省咸阳市西）人，西汉末年新朝政治人物。
王莽建立新朝后，鲁匡担任羲和（大司农）。他根据王莽示意，提出“五均六筦”的经济政策，将盐、铁、酒、铸钱等经济事业，全部收归政府官营。而且征收山泽税，由政府办理贷款。在长安、洛阳、邯郸、临淄、宛、成都等地设五均司市师，管理市场、物价与征收工商税。并任用洛阳人薛子仲等人为吏，督办五均六筦。他们和地方郡县官员相勾结，大发横财，百姓苦不堪言。